# Mark Tewksbury
Marcus „Mark” Tewksbury (ur. 7 lutego 1968 w Calgary) – kanadyjski pływak. Podczas XXV Letnich Igrzysk Olimpijskich w 1992 zdobył złoty medal w pływaniu stylem grzbietowym.

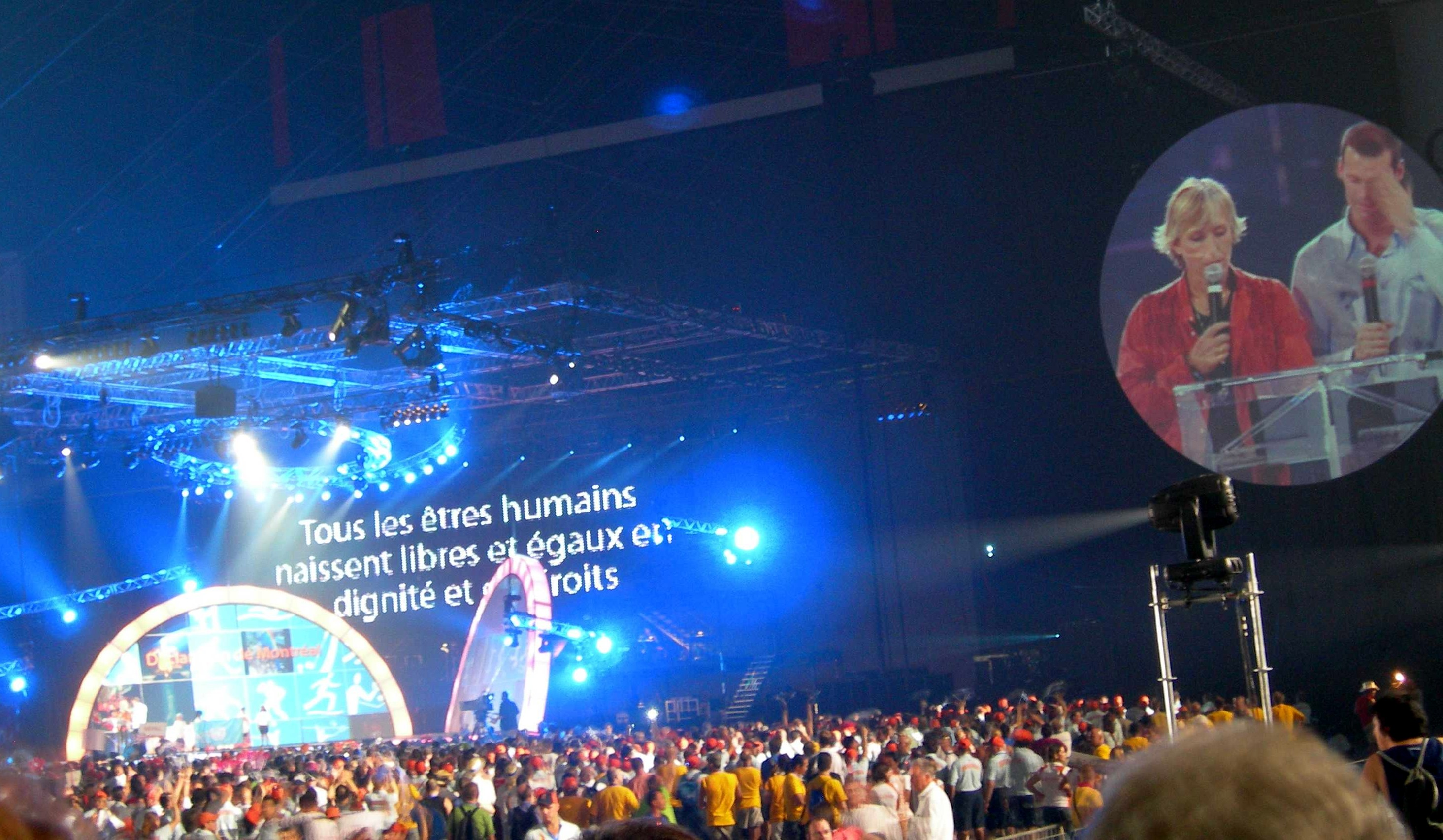
Martina Navrátilová i Mark Tewksbury podczas czytania deklaracji Montrealu – ceremonia rozpoczynająca igrzyska 2006 World Outgames.

## Życiorys

### Kariera pływaka
Dojrzewał w Calgary w kanadyjskiej prowincji Alberta. Uczęszczał na University of Calgary, gdzie rozpoczął trenować pływactwo. Zdobył złoty medal w pływaniu na grzbiecie (odległość stu metrów) oraz srebro w pływaniu tym samym stylem (odległość dwustu metrów) podczas Pan Pacific Swimming Championships w Brisbane w 1987. Wywalczył także srebro podczas zawodów w Edmonton w roku 1991 oraz brąz w trakcie zawodów w Tokio (1989). W 1988 wziął udział w XXIV Letnich Igrzyskach Olimpijskich w Seulu (Korea Południowa), podczas których zdobył srebrny medal dla swojej drużyny. Przez kilka lat był uważany za jednego z najlepszy pływaków grzbietowych świata. Kolejny sukces osiągnął w 1992 – podczas igrzysk olimpijskich w Barcelonie został złotym medalistą w pływaniu stylem grzbietowym na odległości stu metrów oraz brązowym medalistą w pływaniu w sztafecie 4 × 100 m stylem zmiennym.
Z aktywnej kariery zawodnika sportowego zrezygnował w 1998. Kanadyjski Komitet Olimpijski mianował go Chef-de-Mission kanadyjskiej ekipy sportowej na Igrzyskach Olimpijskich w Londynie w 2012.

### Życie pozasportowe
Po zakończeniu pływackiej kariery, zdeklarował się jako homoseksualista. Był pierwszym kanadyjskim lekkoatletą, który publicznie dyskutował na temat swojej orientacji seksualnej. Powody, dla których coming outu dokonał dopiero po zerwaniu z fachem pływaka, przedstawił jasno i wyraźnie w jednym z udzielonych wywiadów: „(Tam) geje nie istnieją. Trenerzy i koledzy w szatni jeśli już coś o gejach mówią, to źle. Przekaz jest prosty – kryj się, bo tu nie ma na to miejsca”.
Był narratorem pierwszego sezonu (2001) programu Discovery Channel Jak to jest zrobione? (ang. How It’s Made).
Był współorganizatorem pierwszej edycji igrzysk LGBT Outgames w 2006 roku. Tego roku wydał też swoją autobiografię – Inside Out: Straight Talk from a Gay Jock. Wcześniejsza książka Tewksbury’ego, Visions of Excellence – częściowa autobiografia, wydana została jeszcze w roku 1992. Wydanie książki rozwinęło karierę Marka, który wkrótce potem zaczął występować jako mówca publiczny.
Prowadził galę wyborczą Mister Gay World 2009, która odbyła się 7 lutego 2009
Obecnie jest zaangażowanym działaczem na rzecz praw osób homoseksualnych; jest między innymi członkiem organizacji Gay and Lesbian Athletics Foundation (GLAF). Mieszka w Montrealu.